# Peso Pluma/Diskografie
Diese Diskografie ist eine Übersicht über die musikalischen Werke des mexikanischern Sängers und Rappers Peso Pluma. Den Schallplattenauszeichnungen zufolge hat er bisher mehr als 39,1 Millionen Tonträger verkauft. Seine erfolgreichste Veröffentlichung ist das Lied Lady Gaga mit über 2,4 Millionen verkauften Einheiten.

## Alben

### Studioalben
| Jahr | Titel Musiklabel                             | Höchstplatzierung, Gesamtwochen, AuszeichnungChartplatzierungen (Jahr, Titel, Musiklabel, Platzierungen, Wochen, Auszeichnungen, Anmerkungen) | Höchstplatzierung, Gesamtwochen, AuszeichnungChartplatzierungen (Jahr, Titel, Musiklabel, Platzierungen, Wochen, Auszeichnungen, Anmerkungen) | Höchstplatzierung, Gesamtwochen, AuszeichnungChartplatzierungen (Jahr, Titel, Musiklabel, Platzierungen, Wochen, Auszeichnungen, Anmerkungen) | Höchstplatzierung, Gesamtwochen, AuszeichnungChartplatzierungen (Jahr, Titel, Musiklabel, Platzierungen, Wochen, Auszeichnungen, Anmerkungen) | Höchstplatzierung, Gesamtwochen, AuszeichnungChartplatzierungen (Jahr, Titel, Musiklabel, Platzierungen, Wochen, Auszeichnungen, Anmerkungen) | Anmerkungen                          |
| Jahr | Titel Musiklabel                             | MX | CH | US | Latin | ES | Anmerkungen                          |
| ---- | -------------------------------------------- | --- | --- | --- | --- | --- | ------------------------------------ |
| 2020 | Ah y que? El Cártel de Los Ángeles           | — | — | — | — | — | Erstveröffentlichung: 20. April 2020 |
| 2021 | Efectos secundarios El Cártel de Los Ángeles | — | — | — | — | — | Erstveröffentlichung: 19. März 2021  |
| 2023 | Génesis Double P Records                     | MX— ×3Diamant + DreifachgoldMX | — | US3 Platin · (… Wo.)US | Latin1 (… Wo.)Latin | ES31 (20 Wo.)ES | Erstveröffentlichung: 22. Juni 2023  |
| 2024 | Éxodo Double P Records                       | MX— ×5FünffachgoldMX | — | US5 (… Wo.)US | Latin1 Diamant + Platin · (… Wo.)Latin | ES68 (3 Wo.)ES | Erstveröffentlichung: 20. Juni 2024  |

### Livealben
| Jahr | Titel Musiklabel                                     | Höchstplatzierung, Gesamtwochen, AuszeichnungChartplatzierungen (Jahr, Titel, Musiklabel, Platzierungen, Wochen, Auszeichnungen, Anmerkungen) | Höchstplatzierung, Gesamtwochen, AuszeichnungChartplatzierungen (Jahr, Titel, Musiklabel, Platzierungen, Wochen, Auszeichnungen, Anmerkungen) | Höchstplatzierung, Gesamtwochen, AuszeichnungChartplatzierungen (Jahr, Titel, Musiklabel, Platzierungen, Wochen, Auszeichnungen, Anmerkungen) | Höchstplatzierung, Gesamtwochen, AuszeichnungChartplatzierungen (Jahr, Titel, Musiklabel, Platzierungen, Wochen, Auszeichnungen, Anmerkungen) | Höchstplatzierung, Gesamtwochen, AuszeichnungChartplatzierungen (Jahr, Titel, Musiklabel, Platzierungen, Wochen, Auszeichnungen, Anmerkungen) | Anmerkungen                            |
| Jahr | Titel Musiklabel                                     | MX | CH | US | Latin | ES | Anmerkungen                            |
| ---- | ---------------------------------------------------- | --- | --- | --- | --- | --- | -------------------------------------- |
| 2020 | Disco en vivo El Cártel de Los Ángeles (The Orchard) | — | — | — | — | — | Erstveröffentlichung: 21. Februar 2020 |
| 2020 | Disco en vivo, Vol. II El Cártel de Los Ángeles      | — | — | — | — | — | Erstveröffentlichung: 4. Juli 2020     |

### EPs
| Jahr | Titel Musiklabel         | Höchstplatzierung, Gesamtwochen, AuszeichnungChartplatzierungen (Jahr, Titel, Musiklabel, Platzierungen, Wochen, Auszeichnungen, Anmerkungen) | Höchstplatzierung, Gesamtwochen, AuszeichnungChartplatzierungen (Jahr, Titel, Musiklabel, Platzierungen, Wochen, Auszeichnungen, Anmerkungen) | Höchstplatzierung, Gesamtwochen, AuszeichnungChartplatzierungen (Jahr, Titel, Musiklabel, Platzierungen, Wochen, Auszeichnungen, Anmerkungen) | Höchstplatzierung, Gesamtwochen, AuszeichnungChartplatzierungen (Jahr, Titel, Musiklabel, Platzierungen, Wochen, Auszeichnungen, Anmerkungen) | Höchstplatzierung, Gesamtwochen, AuszeichnungChartplatzierungen (Jahr, Titel, Musiklabel, Platzierungen, Wochen, Auszeichnungen, Anmerkungen) | Anmerkungen                          |
| Jahr | Titel Musiklabel         | MX | CH | US | Latin | ES | Anmerkungen                          |
| ---- | ------------------------ | --- | --- | --- | --- | --- | ------------------------------------ |
| 2022 | Sembrando Prajin Records | — | — | — | Latin48 (1 Wo.)Latin | — | Erstveröffentlichung: 20. April 2022 |

## Singles

### Als Leadmusiker
| Jahr | Titel Album                    | Höchstplatzierung, Gesamtwochen, AuszeichnungChartplatzierungen (Jahr, Titel, Album, Platzierungen, Wochen, Auszeichnungen, Anmerkungen) | Höchstplatzierung, Gesamtwochen, AuszeichnungChartplatzierungen (Jahr, Titel, Album, Platzierungen, Wochen, Auszeichnungen, Anmerkungen) | Höchstplatzierung, Gesamtwochen, AuszeichnungChartplatzierungen (Jahr, Titel, Album, Platzierungen, Wochen, Auszeichnungen, Anmerkungen) | Höchstplatzierung, Gesamtwochen, AuszeichnungChartplatzierungen (Jahr, Titel, Album, Platzierungen, Wochen, Auszeichnungen, Anmerkungen) | Höchstplatzierung, Gesamtwochen, AuszeichnungChartplatzierungen (Jahr, Titel, Album, Platzierungen, Wochen, Auszeichnungen, Anmerkungen) | Anmerkungen                                                                |
| Jahr | Titel Album                    | MX | CH | US | Latin | ES | Anmerkungen                                                                |
| --- | ------------------------------ | --- | --- | --- | --- | --- | -------------------------------------------------------------------------- |
| 2021 | Por las noches –               | MX7 ×2Doppelplatin · (4 Wo.)MX | — | US28 (20 Wo.)US | Latin4 (25 Wo.)Latin | — | Erstveröffentlichung: 11. Juni 2021 Charteinstieg 2023                     |
| 2022 | El belicón –                   | MX— ×3DreifachplatinMX | — | — | Latin34 ×8Achtfachplatin · (16 Wo.)Latin                                                                                                 | — | Erstveröffentlichung: 4. Februar 2022 mit Raul Vega                        |
| 2022 | Siempre Pendientes –           | MX— ×4VierfachplatinMX | — | — | Latin27 ×5Fünffachplatin · (20 Wo.)Latin                                                                                                 | — | Erstveröffentlichung: 15. August 2022 mit Luis R Conriquez                 |
| 2022 | El Gavilán –                   | — | — | — | Latin34 Platin · (20 Wo.)Latin | — | Erstveröffentlichung: 21. Oktober 2022 mit Luis R Conriquez & Tony Aguirre |
| 2023 | PRC Génesis                    | MX5 ×2×5Doppeldiamant + Fünffachgold · (9 Wo.)MX                                                                                         | — | US33 (20 Wo.)US | Latin4 ×4Vierfachplatin · (26 Wo.)Latin                                                                                                  | — | Erstveröffentlichung: 23. Januar 2023 feat. Natanael Cano                  |
| 2023 | El azul –                      | MX4 (19 Wo.)MX | — | US55 (16 Wo.)US | Latin8 ×3×4Dreifachdiamant + Vierfachplatin · (26 Wo.)Latin                                                                              | — | Erstveröffentlichung: 10. Februar 2023 mit Junior H                        |
| 2023 | Por las noches (Remix) –       | — | — | — | — | — | Erstveröffentlichung: 27. Februar 2023 mit Nicki Nicole                    |
| 2023 | El hechizo –                   | — | — | — | Latin38 ×2Doppelplatin · (10 Wo.)Latin                                                                                                   | — | Erstveröffentlichung: 9. März 2023 mit Ovy on the Drums                    |
| 2023 | La bebe (Remix) –              | MX3 (18 Wo.)MX | — | US11 (23 Wo.)US | Latin2 ×3Diamant + Dreifachplatin · (35 Wo.)Latin                                                                                        | ES14 ×3Dreifachplatin · (25 Wo.)ES | Erstveröffentlichung: 17. März 2023 mit Yng Lvcas                          |
| 2023 | Las morras Génesis             | MX— ×9NeunfachgoldMX | — | — | Latin19 (20 Wo.)Latin | — | Erstveröffentlichung: 4. April 2023 feat. Blessd                           |
| 2023 | El tsurito –                   | — | — | — | Latin23 ×4Diamant + Vierfachplatin · (20 Wo.)Latin                                                                                       | — | Erstveröffentlichung: 7. April 2023 mit Junior H & Gabito Ballesteros      |
| 2023 | Rosa pastel Génesis            | MX— ×9NeunfachgoldMX | — | US93 (1 Wo.)US | Latin20 (20 Wo.)Latin | — | Erstveröffentlichung: 20. April 2023 feat. Jasiel Nunez                    |
| 2023 | 77 Génesis                     | MX— ×3DreifachgoldMX | — | — | Latin27 (7 Wo.)Latin | — | Erstveröffentlichung: 5. Mai 2023 feat. Eladio Carrión                     |
| 2023 | Bye Génesis                    | MX8 Diamant · (4 Wo.)MX | — | US48 (9 Wo.)US | Latin7 (20 Wo.)Latin | — | Erstveröffentlichung: 26. Mai 2023                                         |
| 2023 | Bzrp Music Sessions, Vol. 55 – | MX1 (5 Wo.)MX | — | US31 (10 Wo.)US | Latin5 (20 Wo.)Latin | ES3 Platin · (… Wo.)ES | Erstveröffentlichung: 31. Mai 2023 mit Bizarrap                            |
| 2023 | Plebada –                      | — | — | US68 (2 Wo.)US | Latin12 (17 Wo.)Latin | — | Erstveröffentlichung: 8. Juni 2023 mit El Alfa                             |
| 2023 | Tulum Génesis                  | MX4 ×5Diamant + Fünffachgold · (13 Wo.)MX                                                                                                | — | US43 (14 Wo.)US | Latin6 (26 Wo.)Latin | — | Erstveröffentlichung: 30. Juni 2023 feat. Grupo Frontera                   |
| 2023 | Peligro –                      | — | — | — | Latin31 (3 Wo.)Latin | — | Erstveröffentlichung: 3. November 2023                                     |
| 2023 | Bellakeo Éxodo                 | MX6 ×4Vierfachplatin · (6 Wo.)MX | — | US53 (14 Wo.)US | Latin3 (26 Wo.)Latin | ES59 Platin · (11 Wo.)ES | Erstveröffentlichung: 7. Dezember 2023 feat. Anitta                        |
| 2023 | Rompe la Dompe Éxodo           | MX4 ×7Siebenfachgold · (4 Wo.)MX | — | US81 (2 Wo.)US | Latin12 (17 Wo.)Latin | — | Erstveröffentlichung: 28. Dezember 2023 feat. Junior H & Óscar Maydon      |
| 2024 | A tu manera –                  | MX9 (1 Wo.)MX | — | — | Latin12 ×3Dreifachplatin · (5 Wo.)Latin                                                                                                  | — | Erstveröffentlichung: 16. Februar 2024 mit Junior H                        |
| 2024 | La People II Éxodo             | MX4 ×7Siebenfachgold · (3 Wo.)MX | — | US69 (2 Wo.)US | Latin2 (20 Wo.)Latin | — | Erstveröffentlichung: 21. März 2024 feat. Tito Double P & Joel de La P     |
| 2024 | Peso Completo Éxodo            | MX— GoldMX | — | — | Latin42 (1 Wo.)Latin | — | Erstveröffentlichung: 11. April 2024 feat. Arcángel                        |
| 2024 | Teka Éxodo                     | — | — | — | Latin28 (5 Wo.)Latin | — | Erstveröffentlichung: 17. April 2024 feat. DJ Snake                        |
| 2024 | La Durango Éxodo               | MX6 ×2Doppelplatin · (2 Wo.)MX | — | US75 (1 Wo.)US | Latin2 (20 Wo.)Latin | — | Erstveröffentlichung: 17. April 2024 feat. Junior H & Eslabon Armado       |
| 2024 | Gervonta –                     | MX7 (5 Wo.)MX | — | — | Latin11 (16 Wo.)Latin | — | Erstveröffentlichung: 5. Dezember 2024                                     |
| 2025 | Bandida –                      | MX10 Platin · (1 Wo.)MX | — | — | Latin26 Platin · (15 Wo.)Latin | — | Erstveröffentlichung: 16. Januar 2025 mit Luis R Conriquez                 |
| 2025 | Rari –                         | — | — | — | Latin20 (5 Wo.)Latin | — | Erstveröffentlichung: 13. März 2025                                        |
| Folgende Lieder erschienen nicht als Single, wurden aber durch das Album zum Download und Streaming bereitgestellt und konnten somit eine Platzierung erlangen: |                                | | | | | |                                                                            |
| |                                | | | | | |                                                                            |
| 2023 | Luna Génesis                   | MX4 ×2Diamant + Doppelplatin · (2 Wo.)MX                                                                                                 | — | US30 (5 Wo.)US | Latin5 (20 Wo.)Latin | — | Charteinstieg: 8. Juli 2023 feat. Junior H                                 |
| 2023 | Lady Gaga Génesis              | MX1 ×3×2Dreifachdiamant + Doppelplatin · (29 Wo.)MX                                                                                      | — | US35 (20 Wo.)US | Latin1 (24 Wo.)Latin | ES— GoldES | Charteinstieg: 8. Juli 2023 feat. Gabito Ballesteros & Junior H            |
| 2023 | VVS Génesis                    | MX— ×3DreifachplatinMX | — | US54 (1 Wo.)US | Latin10 (15 Wo.)Latin | — | Charteinstieg: 8. Juli 2023 feat. Darey Castro & Edgardo Nuñez             |
| 2023 | Rubicon Génesis                | MX— ×5Diamant + FünffachgoldMX | — | US63 (12 Wo.)US | Latin12 (26 Wo.)Latin | — | Charteinstieg: 8. Juli 2023                                                |
| 2023 | Nueva vida Génesis             | MX— ×3Diamant + DreifachplatinMX | — | US86 (1 Wo.)US | Latin17 (26 Wo.)Latin | — | Charteinstieg: 8. Juli 2023                                                |
| 2023 | Lagunas Génesis                | MX— ×3Diamant + DreifachplatinMX | — | US77 (7 Wo.)US | Latin13 (26 Wo.)Latin | — | Charteinstieg: 8. Juli 2023 feat. Jasiel Nuñez                             |
| 2023 | Carnal Génesis                 | MX— ×9NeunfachgoldMX | — | — | Latin21 (10 Wo.)Latin | — | Charteinstieg: 8. Juli 2023                                                |
| 2023 | Gavilan II Génesis             | MX— Diamant + GoldMX | — | — | Latin24 (20 Wo.)Latin | — | Charteinstieg: 8. Juli 2023                                                |
| 2023 | Zapata Génesis                 | MX— ×2DoppelplatinMX | — | — | Latin28 (2 Wo.)Latin | — | Charteinstieg: 8. Juli 2023                                                |
| 2023 | Su casa Génesis                | MX— ×2DoppelplatinMX | — | — | Latin29 (1 Wo.)Latin | — | Charteinstieg: 8. Juli 2023                                                |
| 2023 | La people Génesis              | MX— ×7Diamant + SiebenfachgoldMX | — | — | Latin12 (20 Wo.)Latin | — | Charteinstieg: 8. Juli 2023                                                |
| 2024 | Reloj Éxodo                    | MX— PlatinMX | — | US69 (1 Wo.)US | Latin3 (17 Wo.)Latin | — | feat. Ivan Cornejo                                                         |
| 2024 | Vino tinto Éxodo               | MX3 ×3Dreifachgold · (3 Wo.)MX | — | US91 (1 Wo.)US | Latin5 (13 Wo.)Latin | — | feat. Natanael Cano & Gabito Ballesteros                                   |
| 2024 | La patrulla Éxodo              | MX1 Diamant + Gold · (24 Wo.)MX | — | US47 (18 Wo.)US | Latin2 (27 Wo.)Latin | — | feat. Neton Vega                                                           |
| 2024 | Hollywood Éxodo                | MX— ×5FünffachgoldMX | — | — | Latin11 (21 Wo.)Latin | — | feat. Estevan Plazola                                                      |
| 2024 | Mami Éxodo                     | MX— ×3DreifachgoldMX | — | — | Latin16 (19 Wo.)Latin | — | feat. Chino Pacas                                                          |
| 2024 | Put Em in the Fridge Éxodo     | — | — | — | Latin17 (2 Wo.)Latin | — | feat. Cardi B                                                              |
| 2024 | Santal 33 Éxodo                | MX9 ×3Dreifachplatin · (5 Wo.)MX | — | — | Latin17 (20 Wo.)Latin | — | feat. Oscar Maydon                                                         |
| 2024 | Me Activo Éxodo                | MX— GoldMX | — | — | Latin20 (3 Wo.)Latin | — | feat. Jasiel Nunez                                                         |
| 2024 | Bruce Wayne Éxodo              | MX— GoldMX | — | — | Latin21 (4 Wo.)Latin | — | feat. Tito Double P                                                        |
| 2024 | Sr. Smith Éxodo                | MX— GoldMX | — | — | Latin22 (3 Wo.)Latin | — | feat. Luis R Conriquez                                                     |
| 2024 | Belanova Éxodo                 | MX— ×2DoppelplatinMX | — | — | Latin24 (11 Wo.)Latin | — | feat. Tito Double P                                                        |
| 2024 | Ice Éxodo                      | — | — | — | Latin28 (2 Wo.)Latin | — |                                                                            |
| 2024 | Solicitado Éxodo               | MX— GoldMX | — | — | Latin29 (2 Wo.)Latin | — |                                                                            |
| 2024 | 14 - 14 Éxodo                  | MX— GoldMX | — | — | Latin31 (3 Wo.)Latin | — |                                                                            |
| 2024 | Pa No Pensar Éxodo             | — | — | — | Latin37 (1 Wo.)Latin | — | feat. Quavo                                                                |
| 2024 | Tommy & Pamela Éxodo           | MX4 ×5Fünffachgold · (5 Wo.)MX | — | — | Latin24 (20 Wo.)Latin | — | feat. Kenia Os                                                             |
| 2024 | Mala Éxodo                     | — | — | — | Latin50 (1 Wo.)Latin | — | feat. Ryan Castro                                                          |

### Als Gastmusiker
| Jahr | Titel Album                                   | Höchstplatzierung, Gesamtwochen, AuszeichnungChartplatzierungen (Jahr, Titel, Album, Platzierungen, Wochen, Auszeichnungen, Anmerkungen) | Höchstplatzierung, Gesamtwochen, AuszeichnungChartplatzierungen (Jahr, Titel, Album, Platzierungen, Wochen, Auszeichnungen, Anmerkungen) | Höchstplatzierung, Gesamtwochen, AuszeichnungChartplatzierungen (Jahr, Titel, Album, Platzierungen, Wochen, Auszeichnungen, Anmerkungen) | Höchstplatzierung, Gesamtwochen, AuszeichnungChartplatzierungen (Jahr, Titel, Album, Platzierungen, Wochen, Auszeichnungen, Anmerkungen) | Höchstplatzierung, Gesamtwochen, AuszeichnungChartplatzierungen (Jahr, Titel, Album, Platzierungen, Wochen, Auszeichnungen, Anmerkungen) | Anmerkungen                                                                                 |
| Jahr | Titel Album                                   | MX | CH | US | Latin | ES | Anmerkungen                                                                                 |
| --- | --------------------------------------------- | --- | --- | --- | --- | --- | ------------------------------------------------------------------------------------------- |
| 2022 | Ando Enfocado Y lo que falta                  | — | — | — | Latin33 Diamant · (17 Wo.)Latin | — | Erstveröffentlichung: 18. November 2022 Jaziel Avilez feat. Codiciado & Peso Pluma          |
| 2022 | AMG Nata Montana                              | MX6 (5 Wo.)MX | — | US37 (20 Wo.)US | Latin6 ×7Siebenfachplatin · (26 Wo.)Latin                                                                                                | — | Erstveröffentlichung: 24. November 2022 Natanael Cano feat. Gabito Ballesteros & Peso Pluma |
| 2023 | Ella baila sola Desvelado                     | MX1 (14 Wo.)MX | CH25 (8 Wo.)CH | US4 (23 Wo.)US | Latin1 ×2Doppeldiamant + Platin · (30 Wo.)Latin                                                                                          | ES10 ×3Dreifachplatin · (30 Wo.)ES | Erstveröffentlichung: 16. März 2023 Eslabon Armado feat. Peso Pluma                         |
| 2023 | Chanel Esquinas                               | MX8 Diamant + Gold · (4 Wo.)MX | — | US55 (10 Wo.)US | Latin8 ×5Diamant + Fünffachplatin · (20 Wo.)Latin                                                                                        | — | Erstveröffentlichung: 30. März 2023 Becky G feat. Peso Pluma                                |
| 2023 | Quema El cantante del ghetto                  | MX— Diamant + PlatinMX | — | US92 (1 Wo.)US | Latin21 ×7Diamant + Siebenfachplatin · (20 Wo.)Latin                                                                                     | ES— PlatinES | Erstveröffentlichung: 13. Juli 2023 Ryan Castro feat. Peso Pluma                            |
| 2023 | Ojos Azules Si sabe                           | — | — | — | Latin46 Platin · (1 Wo.)Latin | — | Erstveröffentlichung: 24. August 2023 Blessd feat. Peso Pluma & SOG                         |
| 2023 | Ex-Special Le Clique: Vida Rockstar (X)       | — | — | — | Latin22 ×4Vierfachplatin · (2 Wo.)Latin                                                                                                  | ES58 (2 Wo.)ES | Erstveröffentlichung: 1. September 2023 Jhayco feat. Peso Pluma                             |
| 2023 | Bipolar La odisea                             | MX10 (1 Wo.)MX | — | US60 (4 Wo.)US | Latin7 (20 Wo.)Latin | — | Erstveröffentlichung: 8. September 2023 Jasiel Nunez feat. Peso Pluma & Junior H            |
| 2023 | La Chamba Sentimiento, Elegancia y Más Maldad | — | — | — | Latin50 (1 Wo.)Latin | — | Erstveröffentlichung: 30. Oktober 2023 Arcángel feat. Peso Pluma                            |
| 2023 | Una bala 111                                  | — | — | — | — | — | Erstveröffentlichung: 29. November 2023 Milo J feat. Peso Pluma                             |
| 2024 | La Intención Pa’l Cora EP.01                  | MX— ×3DreifachplatinMX | — | US92 (1 Wo.)US | Latin13 ×7Siebenfachplatin · (20 Wo.)Latin                                                                                               | — | Erstveröffentlichung: 25. Januar 2024 Christian Nodal feat. Peso Pluma                      |
| 2024 | No son klle Blanco y negro                    | — | — | — | Latin40 (1 Wo.)Latin | — | Erstveröffentlichung: 22. Februar 2024 Santa Fe Klan feat. Duki & Peso Pluma                |
| 2024 | Humo Solo                                     | — | — | — | Latin28 ×2Doppelplatin · (11 Wo.)Latin                                                                                                   | — | Erstveröffentlichung: 4. April 2024 Chencho Corleone feat. Peso Pluma                       |
| 2024 | Sin Yolanda The GB                            | — | — | — | Latin20 (4 Wo.)Latin | — | Erstveröffentlichung: 23. Mai 2024 Gabito Ballesteros feat. Peso Pluma                      |
| 2024 | Los Cuadros Incómodo                          | MX7 (3 Wo.)MX | — | — | Latin6 (… Wo.)Latin | — | Erstveröffentlichung: 8. August 2024 Tito Double P feat. Peso Pluma                         |
| Folgende Lieder erschienen nicht als Single, wurden aber durch das Album zum Download und Streaming bereitgestellt und konnten somit eine Platzierung erlangen: |                                               | | | | | |                                                                                             |
| |                                               | | | | | |                                                                                             |
| 2022 | Igualito a Mi Apá Pa que hablen               | MX— ×9NeunfachgoldMX | — | US80 (6 Wo.)US | Latin16 (22 Wo.)Latin | — | Charteinstieg: 24. November 2022 Fuerza Regida feat. Peso Pluma                             |
| 2023 | Qlona Mañana será bonito (Bichota Season)     | MX2 (14 Wo.)MX | — | US28 (21 Wo.)US | Latin1 ×7Siebenfachplatin · (45 Wo.)Latin                                                                                                | ES7 ×5Fünffachplatin · (69 Wo.)ES | Charteinstieg: 26. August 2023 Karol G feat. Peso Pluma                                     |
| 2024 | Igual Que Un Ángel Orquídeas                  | MX3 (7 Wo.)MX | — | US22 Platin · (10 Wo.)US | Latin1 (23 Wo.)Latin | — | Charteinstieg: 27. Januar 2024 Kali Uchis feat. Peso Pluma                                  |
| 2024 | Pixelados Corridos Bélicos, Vol. IV           | — | — | — | Latin18 (3 Wo.)Latin | — | Luis R Conriquez feat. Peso Pluma                                                           |
| 2024 | Lucky Charms The GB                           | — | — | — | Latin47 (1 Wo.)Latin | — | Gabito Ballesteros feat. Peso Pluma & Natanael Cano                                         |
| 2024 | Se te nota La pentera negra                   | — | — | — | Latin28 (1 Wo.)Latin | ES49 (2 Wo.)ES | Myke Towers feat. Peso Pluma                                                                |
| 2024 | Dos días Incómodo                             | MX2 (24 Wo.)MX | — | US51 (20 Wo.)US | Latin2 (26 Wo.)Latin | — | Tito Double P feat. Peso Pluma                                                              |
| 2024 | En mi mundo Jasiel Nuñez                      | — | — | — | Latin31 (1 Wo.)Latin | — | Jasiel Nunez feat. Peso Pluma                                                               |
| 2025 | Morena Mi vida mi muerte                      | MX2 (… Wo.)MX | — | US83 (6 Wo.)US | Latin7 (… Wo.)Latin | — | Charteinstieg: 1. März 2025 Neton Vega feat. Peso Pluma                                     |
| 2025 | Tiffany Don Kbrn                              | — | — | — | — | ES77 (1 Wo.)ES | Eladio Carrión feat. Peso Pluma                                                             |
| 2025 | Supreme Redención                             | — | — | — | Latin49 (1 Wo.)Latin | — | Dareyes de La Sierra feat. Peso Pluma                                                       |
| 2025 | Asquerosamente rico Rico o Muerto, Vol.1      | MX7 (… Wo.)MX | — | — | Latin25 (6 Wo.)Latin | — | Oscar Maydon feat. Peso Pluma                                                               |

## Statistik

### Chartauswertung
|                     | CH    | US    | Latin       | ES    |
| ------------------- | ----- | ----- | ----------- | ----- |
| Nummer-eins-Alben   | CH—CH | US—US | Latin2Latin | ES—ES |
| Top-10-Alben        | CH—CH | US2US | Latin2Latin | ES—ES |
| Alben in den Charts | CH—CH | US2US | Latin3Latin | ES2ES |

|                       | MX     | CH    | US     | Latin        | ES    |
| --------------------- | ------ | ----- | ------ | ------------ | ----- |
| Nummer-eins-Singles   | MX4MX  | CH—CH | US—US  | Latin4Latin  | ES—ES |
| Top-10-Singles        | MX30MX | CH—CH | US1US  | Latin25Latin | ES3ES |
| Singles in den Charts | MX30MX | CH1CH | US33US | Latin80Latin | ES8ES |

### Auszeichnungen für Musikverkäufe
| Goldene Schallplatte - Brasilien - 2024: für das Lied Qlona - 2024: für das Lied Igual Que Un Ángel - Frankreich - 2025: für die Single La bebe (Remix) - Italien - 2023: für die Single Ella baila sola - 2024: für das Lied Qlona - Mexiko - 2025: für das Lied Feria en el sobre - 2025: für die Single Una bala - Portugal - 2023: für die Single Ella baila sola - Vereinigte Staaten - 2024: für das Lied Feria en el sobre (Latin) | Platin-Schallplatte - Italien - 2023: für die Single La bebe (Remix) - Portugal - 2024: für die Single Bellakeo - Zentralamerika - 2024: für das Lied Igual Que Un Ángel - 2025: für die Single La Intención Diamantene Schallplatte - Brasilien - 2024: für die Single Bellakeo |

Anmerkung: Auszeichnungen in Ländern aus den Charttabellen bzw. Chartboxen sind in ebendiesen zu finden.
| Land/RegionAuszeichnungen für Musikverkäufe (Land/Region, Auszeichnungen, Verkäufe, Quellen) | Gold       | Platin         | Diamant       | Verkäufe   | Quellen             |
| -------------------------------------------------------------------------------------------- | ---------- | -------------- | ------------- | ---------- | ------------------- |
| Brasilien (PMB)                                                                              | 2× Gold2   | —              | Diamant1      | 200.000    | pro-musicabr.org.br |
| Frankreich (SNEP)                                                                            | Gold1      | —              | —             | 100.000    | snepmusique.com     |
| Italien (FIMI)                                                                               | 2× Gold2   | Platin1        | —             | 200.000    | fimi.it             |
| Mexiko (AMPROFON)                                                                            | 28× Gold28 | 84× Platin84   | 17× Diamant17 | 25.620.000 | amprofon.com.mx     |
| Portugal (AFP)                                                                               | Gold1      | Platin1        | —             | 15.000     | Einzelnachweise     |
| Spanien (Promusicae)                                                                         | Gold1      | 14× Platin14   | —             | 870.000    | elportaldemusica.es |
| Vereinigte Staaten (RIAA)                                                                    | Gold1      | 79× Platin79   | 11× Diamant11 | 12.050.000 | riaa.com            |
| Zentralamerika (CFC)                                                                         | —          | 2× Platin2     | —             | 140.000    | cfc-musica.com      |
| Insgesamt                                                                                    | 36× Gold36 | 181× Platin181 | 29× Diamant29 |            |                     |